# Socoí-zigue-zague
O socoí-zigue-zague (Zebrilus undulatus) é uma espécie de socó encontrada na Amazônia, bem como nas Guianas, Venezuela, Colômbia, Peru, Bolívia e Paraguai. Tal espécie chega a medir até 81 cm de comprimento, e possui partes superiores castanhas e negras com estrias amareladas. Também é conhecido pelo nome de socoí-pulador.